# Herman's Hermits
Herman's Hermits je anglická beatová (nebo popová) kapela, která vznikla v Manchesteru v roce 1963.
Původně se nazývali Herman & The Hermits. Objevil je Harvey Lisberg, který se stal jejich manažerem. Lisberg zaplatil Mickiemu Mostovi zpáteční letenku, aby přiletěl z Londýna a mohl se na kapelu podívat. Most se stal jejich hudebním producentem. Zdůrazňoval jednoduchou, jasně vymezenou image, ačkoliv kapela hrála původně R&B. To pomohlo kapelu proslavit, ale zároveň utlumilo psaní vlastních skladeb. Skladby Noonea, Hopwooda, Leckenbyho a Greena byly odsunuty na strany B a alba.
Prvním hitem byl cover „I'm into Something Good“ (napsaný Gerrym Goffinem a Carole King), který se umístil na prvním místě UK Singles Chart. Už se nikdy znovu na vrchol britské hitparády nedostali, ale dvakrát se umístili na prvním místě americké Billboard Hot 100 se skladbami „Mrs. Brown, You've Got a Lovely Daughter“
(původně ji zpíval Tom Courtenay v britské televizní hře z roku 1963) a „I'm Henery the Eighth, I Am“ (píseň Harryho Championa z roku 1911, kterou zpívala irská babička Petera Noonea, když byl malý). Tyto skladby byly určeny americkým fanouškům a Peter Noone v nich zveličoval manchesterské nářečí.
Ve Spojených státech vydávali pod hlavičkou MGM, společnosti, u které se umělci často podíleli i na filmech. Herman's Hermits se objevili v několika filmech MGM, například ve When the Boys Meet the Girls (1965) a Hold On! (1966). Také byli hlavními hvězdami ve filmech Mrs. Brown You've Got a Lovely Daughter (1968) a Pop Gear (1965).
V roce 1965 Herman's Hermits nahráli skladby „Silhouettes“ od The Rays, „Wonderful World“ od Sama Cookea, „Just A Little Bit Better“ a „A Must to Avoid“; v roce 1966 „Listen People“, „Leaning on a Lamp Post“ od George Formbyho z muzikálu Me and My Girl a „Dandy“ od Raye Daviese a v roce 1967 skladbu „There's a Kind of Hush“. Objevili se v pořadech The Ed Sullivan Show, The Dean Martin Show a The Jackie Gleason Show. V době, kdy kapela nahrávala svoje poslední album šedesátých let Rock 'n' Roll Party, byl už její americký úspěch historií a album ve Spojených státech vydáno nebylo. Peter Noone a Keith Hopwood kapelu opustili v roce 1971.

## Diskografie
- 1965 — Herman's Hermits
- 1966 — Mrs. Brown, You've Got a Lovely Daughter
- 1966 — Both Sides of Herman's Hermits
- 1967 — There's a Kind of Hush All Over the World
- 1967 — Blaze

## Filmografie
- 1965 — Pop Gear
- 1965 — When the Boys Meet the Girls
- 1966 — Hold On!
- 1968 — Mrs. Brown, You've Got a Lovely Daughter